# Hjalmar Thorsjö
Hjalmar Nilsson Thorsjö, född 21 augusti 1879 i Östra Torsås församling, Kristianstads län, död 16 augusti 1960 i Markaryds församling, Kronobergs län, var en svensk folkmusiker.

## Biografi
Hjalmar Thorsjö föddes 1879 på Ingelsta Nöbbele i Östra Torsås socken. Han fick under sin uppväxt musikundervisning av sin mor i gamla visor och psalmer. När han var 12 år gammal flyttade han till Tegnaby socken, där han kom i kontakt med fiolspelmannen Johannes i Tegnaby "Spel Johannes". Thorsjö flyttade 1912 till Markaryds socken och började där att arbeta som brevbärare. I Markaryd kom han i kontakt med spelmannen Nils Bernhard Ljunggren, med vilken han deltagit i ett stort antal spelmansstämmor och spelmanstävlingar. Thorsjö deltog i Riksspelmansstämman på Skansen 1927.

## Upptecknade låtar
Upptecknade låtar år 1932 av Olof Andersson efter Thorsjö.
- Polska i C-moll, efter Spel Johannes.[3]
- Polska i D-dur.[3]
- Ringdans i D-dur.[3]
- Vallåt "Släpp nu ut ditt fä" i Bb-dur.[3]
- Gånglåt i Bb-dur.[3]